# 三河三谷車站
三河三谷車站（日语：／ Mikawa-miya eki */?）是一由東海旅客鐵道（JR東海）所經營的鐵路車站，位於日本愛知縣蒲郡市三谷町上野。三河三谷車站是JR東海所屬的東海道本線沿線的車站之一，是個由JR東海委託子公司東海交通事業代為經營的業務委託車站，由蒲郡車站負責管理，設有綠窗口（みどりの窓口）。
位於蒲郡市內住宅區中的三河三谷車站，是距離當地有名的觀光點三谷溫泉最近的車站，當初是在當地居民的請求之下，由地方民眾出資籌措用地與建設費用（當時金額為27萬8000日圓）所修築完成。該站與隔鄰的蒲郡車站間只有2.3公里的間距，是當時東海道本線沿線最短的一段。

## 車站結構
對向式月台2面2線的地面車站。上下本線之間設有1條中線（待避線）。

### 月台配置
| 月台 | 路線       | 方向 | 目的地           |
| ---- | ---------- | ---- | ---------------- |
| 1    | 東海道本線 | 下行 | 岡崎、名古屋方向 |
| 2    | 東海道本線 | 上行 | 豐橋、濱松方向   |

## 使用情況
根據「蒲郡的統計」，近年1日平均上車人次如下表。
| 年度   | 1日平均 上車人次 |
| ------ | ---------------- |
| 2005年 | 2,025            |
| 2006年 | 1,996            |
| 2007年 | 1,999            |
| 2008年 | 2,028            |
| 2009年 | 1,952            |
| 2010年 | 1,961            |
| 2011年 | 1,970            |
| 2012年 | 1,939            |
| 2013年 | 1,967            |
| 2014年 | 1,904            |
| 2015年 | 1,913            |
| 2016年 | 1,908            |
| 2017年 | 1,940            |
| 2018年 | 1,955            |

## 相鄰車站
東海旅客鐵道
 東海道本線
■特別快速
通過
■新快速、■快速（以上只限部分列車停車）
豐橋（CA42）－三河三谷（CA46）－蒲郡（CA47）
■區間快速、■普通
三河大塚（CA45）－三河三谷（CA46）－蒲郡（CA47）

### 來源
1. 1 2  駅構内の案内表記。これらはJR東海公式サイトの各駅の時刻表 （页面存档备份，存于）で参照可能（駅掲示用時刻表のPDFが使われているため。2015年1月現在）。

## 外部連結
- 三河三谷 - 東海旅客鐵道